# Šubić Ilona bosnyák anyakirályné
Šubić Ilona (1306 körül – 1378. április 10. után) vagy a magyar történeti hagyományban: Subich Ilona, horvátul és bosnyák nyelven: Jelena Šubić, szerbül: Јелена Шубић, horvát grófnő, I. Tvrtko bosnyák király anyja, Kotromanić Erzsébet magyar királyné nagynénje és Cillei Borbála magyar királyné dédanyja.

## Élete
Subich Györgynek, a horvátországi Bribir, Klissza és Split grófjának, Šubić Pál horvát bán fiának és Korbáviai Ilonának a lánya.
Subich Ilona 1338 körül Klisszában feleségül ment Kotromanić Ulászlóhoz, Kotromanić István bosnyák bán öccséhez és Kotromanić Erzsébet magyar királyné nagybátyjához. Férje és sógora halála után a legidősebb fia, Tvrtko örökölte a báni tisztséget, de kiskorúsága idején Ilona vitte a régensséget. (A következő szöveg korabeli helyesírással íródott, így némileg eltér a mai változattól): „Ilonára, a bán anyjára, először akadunk 1354-ben, a mikor fiaival együtt Magyarországból Boszniába jött. 1355-ben találjuk őt fiaival együtt egy hadi expeditió alkalmával Horvátországban és Dalmácziában. Tvrtko engedélyez 1355. évben kiváltságokat a raguzaiaknak, mely alkalommal anyját is említi. Hasonlólag találjuk Ilonát az ő fiaival 1356. márczius 14-én Neretvában Lajos király udvarában. Tvrtko kénytelen volt magát ez évben a magyar királynak alávetni. Egy 1357. évben kelt s a hozzá hű maradt Vlkoslavics Vlatko knéz részére kiállított okmányában anyját említi: »tiszteletreméltó Ilona asszonyt.« A velenczei köztársaság 1364. szeptember 7-én kinevezte Tvrtkót, az ő fivérét és Ilonát velenczei polgárokká. Tvrtko s anyja elűzettek saját főrendjeik által Boszniából 1365-ben, minthogy bennük csak a magyar udvar uszályhordóit ismerték fel:”
Trvtko királlyá koronázása után egy okmányban egyszerre említik az anyját és a feleségét: „Tvrtko csak megkoronáztatása után nősült meg és hogy neje már egy 1378. ápril 10-én kelt okmányban »Kyra Dorottya királyné asszony«-nak mondatik, melyben Tvrtkónak édes anyja még mint »Kyra Ilona asszony Isten adta anya-királyné« előfordul.”

## Gyermekei
- Férjétől, Kotromanić Ulászló (1295 körül–1354) boszniai régenstől, 3 gyermek:
  - Katalin[3] (–1396 körül) bosnyák királyi hercegnő, férje I. Hermann (1332/34–1385) cillei gróf, 2 fiú, többek között:
    - II. Hermann (1361 körül–1435) cillei gróf, horvát-szlavón bán, 1426-tól a Boszniai Királyság trónörököse, felesége Schaunbergi Anna (1358 körül–1396 körül) grófnő, 6 gyermek, többek között:
      - Cillei Borbála (1392–1451) grófnő, férje Luxemburgi Zsigmond (1368–1437), 1 leány

  - Tvrtko (1338/39–1391) bosnyák bán, I. Tvrtko néven 1377-től Bosznia királya, felesége Sisman Dorottya (1355 körül–1382/1390 előtt) bolgár királyi hercegnő, 1 fiú+1 természetes fiú:
    - (?) (Házasságából): II. Tvrtko bosnyák király (1382 előtt–1443)
    - (Házasságon kívüli kapcsolatából): Ostoja István bosnyák király (1378 körül–1418)

  - István Vuk (1345 körül–1374 után) bosnyák bán, nem nősült meg, gyermekei nem születtek

## Külső hivatkozások
- Cawley, Charles: Bosnia Kings Genealogy (angol nyelven). Foundation for Medieval Genealogy. (Hozzáférés: 2015. szeptember 8.)
- Marek, Miroslav: The House of Kotromanić (angol nyelven). Euweb. (Hozzáférés: 2015. szeptember 8.)
- Marek, Miroslav: Subich family (angol nyelven). Euweb. (Hozzáférés: 2015. szeptember 8.)

| Előző Sisman Dorottya | Bosznia anyakirálynéja 1377 – 1378 körül | Következő Sisman Dorottya |